# Relaciones Guatemala-Rusia
Las relaciones Guatemala-Rusia son las relaciones diplomáticas entre la Federación de Rusia y la República de Guatemala.

## Historia
Los primeros contactos a nivel diplomático entre el Imperio ruso y la República de Guatemala tuvieron lugar en 1880, cuando tuvo lugar un intercambio de mensajes entre el emperador Alejandro II y el presidente Justo Rufino Barrios
Guatemala tuvo relaciones diplomáticas con la Unión Soviética el 19 de abril de 1945, durante la era de la Guerra Fría en el gobierno de Juan José Arévalo. Sin embargo, durante el conflicto armado interno en Guatemala en 1960-1980, las relaciones guatemalteco-soviéticas fueron «congeladas», pero no fueron cortadas o interrumpidas. El 4 de enero de 1991 se firmó un comunicado conjunto sobre el intercambio de las misiones diplomáticas. En 1995 se inauguró la primera embajada guatemalteca en Moscú, mientras que Rusia estuvo representada en Guatemala a través de su embajada en Costa Rica. Sin embargo, en 2007, Rusia abrió una embajada en Guatemala.
La Federación de Rusia junto con otros Estados y con organizaciones internacionales apoyaron el proceso de arreglo pacífico en Guatemala.
En septiembre de 2000, ambos países firmaron un acuerdo sobre los principios de las relaciones entre Rusia y Guatemala.
En octubre de 2003, el vicepresidente guatemalteco Juan Francisco Reyes visitó Rusia.
En noviembre de 2006 se firmó un acuerdo intergubernamental sobre comercio y cooperación económica.
En julio de 2007, por primera vez, el jefe de Rusia visitó Guatemala, durante la cual el presidente ruso Vladímir Putin sostuvo una serie de conversaciones con el presidente guatemalteco Oscar Berger.
En 2021 Guatemala firmó con el Fondo Ruso de Inversión Directa un contrato de compra de vacunas rusas Sputnik V, para controlar la infección de COVID-19 en la población. El contrato inicial era de 16 millones de vacunas pero ante el atraso de la entrega se renegoció por 8 millones.
En febrero de 2022 Guatemala expresó su rechazo ante el reconocimiento de los territorios de Donetsk y Lugansk de Ucrania, como repúblicas por parte de Rusia.
En el marco de la Invasión rusa de Ucrania en 2022, Guatemala rechazó las acciones rusas apoyando a Ucrania, retiró a su embajadora en Moscú y posteriormente Alejandro Giammattei se reunió con el presidente ucraniano Volodímir Zelenski en Kiev en julio de 2022. Rusia rechazó la visita y calificó a Guatemala de manera despectiva como «un pequeño estado de América Central».

## Visitas

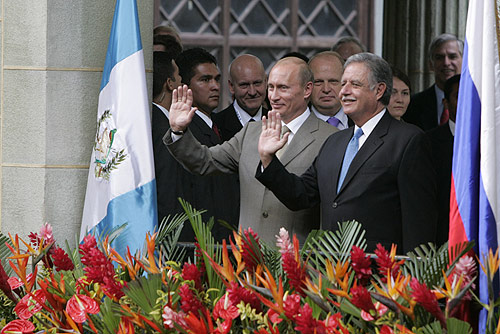
Visita oficial de Vladímir Putin a Guatemala en julio de 2007.

### Guatemala
- Álvaro Colom (presidente de Guatemala) en 2010.[9]
- Carlos Raúl Morales (ministro de relaciones exteriores) en 2016.[10]
- Pedro Brolo (ministro de relaciones exteriores) en 2021.[11]

### Rusia
- Vladímir Putin (presidente de Rusia) en 2007.
- Serguéi Lavrov (ministro de asuntos exteriores) en 2015.[12]